# 陳璚 (正統進士)
陳璚（1413年—？），字公美，直隸松江府華亭縣人，軍籍。明朝政治人物。進士出身。

## 生平
正統六年（1441年）辛酉科應天府鄉試第六十九名。正統十年（1445年）乙丑科會試第一百三十九名，殿試登進士第三甲第三十五名。

## 家族
曾祖陳仲興。祖父陳文聰。父亲陳孟珪。